# Sérgio da Rocha
Sérgio da Rocha (ur. 21 października 1959 w Dobradzie) – brazylijski duchowny rzymskokatolicki, doktor nauk teologicznych specjalizujący się w dziedzinie teologii moralnej, biskup pomocniczy Fortalezy w latach 2001–2007, arcybiskup koadiutor Teresina w latach 2007–2008, arcybiskup metropolita Teresiny w latach 2008–2011, arcybiskup metropolita Brasílii w latach 2011–2020, przewodniczący Konferencji Episkopatu Brazylii w latach 2015–2019, kardynał prezbiter od 2016, arcybiskup metropolita São Salvador da Bahia i tym samym prymas Brazylii od 2020, członek Rady Kardynałów od 2023.

## Życiorys
Wstąpił do seminarium duchownego w São Carlos. Studiował także w Campinas, w São Paulo oraz na rzymskiej Akademii Alfonsjańskiej, gdzie uzyskał tytuł doktora teologii moralnej.
Święcenia kapłańskie przyjął w 1984 z rąk bpa Constantino Amstaldena i został inkardynowany do diecezji São Carlos. Rok później otrzymał nominację na proboszcza w Água Vermelha i koordynatora duszpasterstwa młodzieży w São Carlos. W następnym roku został wykładowcą filozofii w seminarium diecezjalnym, zaś w latach 1987–1988 oraz 1990 pełnił funkcję jego rektora. W latach 1997–2001 wykładał teologię moralną na Papieskim Uniwersytecie Katolickim w Campinas, pełniąc równocześnie funkcję rektora diecezjalnego seminarium teologicznego.
13 czerwca 2001 papież Jan Paweł II mianował go biskupem pomocniczym archidiecezji Fortaleza ze stolicą tytularną Alba. Sakry biskupiej udzielił abp José Antônio Aparecido Tosi Marques.
31 stycznia 2007 został biskupem koadiutorem Teresiny, pełnię rządów w diecezji objął 3 września 2008 po przejściu na emeryturę poprzednika.
15 czerwca 2011 Benedykt XVI mianował go arcybiskupem metropolitą Brasili. Ingres odbył się 6 sierpnia tegoż roku.
20 kwietnia 2015 został wybrany przewodniczącym Konferencji Episkopatu Brazylii.
9 października 2016 ogłoszono jego nominację kardynalską. 19 listopada 2016 kreowany kardynałem prezbiterem Santa Croce in via Flaminia.
11 marca 2020 papież Franciszek mianował go arcybiskupem metropolitą São Salvador da Bahia. Ingres odbył 5 maja tegoż roku. Brał udział w konklawe 2025, które wybrało papieża Leona XIV.